# Xyris welwitschii
Xyris welwitschii är en gräsväxtart som beskrevs av Alfred Barton Rendle. Xyris welwitschii ingår i släktet Xyris och familjen Xyridaceae. Inga underarter finns listade i Catalogue of Life.